# Bitva u Helgolandu
Bitva u Helgolandu (9. květen 1864, Severní moře) byla námořní střetnutí mezi prusko-rakouskou eskadrou a dánskou flotou, která v rámci války o Šlesvicko-Holštýnsko blokovala severoněmecké přístavy v okolí ústí Labe (tj. především Brémy a Hamburk). Likvidací této blokády bylo pověřeno Rakouské námořnictvo, neboť Rakousko bylo jedinou zemí Německého spolku, která měla relevantní námořní síly. Ty se však nacházely ve Středozemním moři a nebyly na tom dobře technicky ani personálně, takže jejich cesta do Severního moře byla poněkud komplikovaná a zdlouhavá.
Počátkem května dorazil do Severního moře předvoj rakouské floty představovaný dřevěnými šroubovými fregatami Radetzky a Schwarzenberg. Zde se k němu posléze připojila 3 menší pruská plavidla: dělové čluny Basilisk a Blitz a kolesový parník Preussicher Adler. Tato skupina vedená kapitánem Tegetthoffem (na lodi Schwarzenberg) zakotvila 4. května v Cuxhavenu, kde setrvala následujících 5 dnů. 9. května vyplula směrem k britskému (neutrálnímu) ostrovu Helgoland, kde se měla nacházet hlavní část dánské eskadry.
Zhruba v poledne 9. května došlo k vizuálnímu kontaktu mezi prusko-rakouským a dánským loďstvem. Dánská eskadra vedená kapitánem Edouardem Suensonem sestávala ze dvou šroubových fregat Nils Juel, Jylland a šroubové korvety Heimdal. Dánské lodě byly modernější a podstatně lépe vyzbrojené než rakouské a jejich posádky kvalitativně ty rakouské vysoce převažovaly. Pruskou část Teggethoffovy floty není možno ani vážněji počítat – tyto malé lodě pochybné bojové hodnoty se po většinu času držely z dostřelu a jejich úloha v bitvě byla spíše dekorativní a psychologická.
První výstřely zazněly zhruba ve 14:00 ze Schwarzenberga. Tegetthoff se rozhodl rychle zkrátit vzdálenost a dostat se do těsné blízkosti nepřítele, aby tak zmenšil výhodu Dánů spočívající v lepších dělech. Během následujícího více než dvouhodinového boje se hlavní síly obou flot přiblížily na 370 metrů. Rakušané se tak skutečně dostali do vzdálenosti, kde nebyla převaha dánských děl tak výrazná, ovšem cena za tento úspěch byla děsivá. Vlajková loď rakouské eskadry Schwarzenberg utrpěla během bitvy neuvěřitelných 153 zásahů a vypuklo na ní několik požárů. Když se po dvou hodinách boje rozhodla odpoutat, bylo přes 20 % mužů její posádky mrtvých a loď vypadala jako hořící a doutnající vrak těsně před potopením. Dánové sami však na tom nebyli zas až tak o moc lépe – Jylland byla na více než hodinu vyřazena z boje, dokud se nepodařilo opravit poškozené kormidlo. Obě loďstva zakotvila dále od sebe, opravovala největší škody a chystala se k pokračování boje. K tomu však už nedošlo, neboť velitel dánské floty dostal zprávu o příměří dohodnutém v Londýně a neviděl v dalším boji s druhou ligou námořnictva Německého spolku žádný smysl. Jeho země již byla poražena a blokáda by byla již stejně brzy ukončena (ať už příměřím, nebo připlutím hlavních sil Rakouského námořnictva), proto se rozhodl navzdory lepším vyhlídkám bojiště opustit. Vzápětí poté vydal rozkaz k doplutí zpět do Cuxhavenu i Tegetthoff, aby provedl v přístavu nejnutnější opravy. Bitva u Helgolandu skončila nerozhodně, ale německého cíle – zrušení blokády Brém a Hamburku, bylo dosaženo. Tegetthoff si za svůj úspěch vysloužil hodnost kontradmirála.